# Toma de Ciudad Juárez
La Toma de Ciudad Juárez fue un enfrentamiento decisivo que tuvo lugar durante la Revolución mexicana, como parte de la llamada revolución maderista. Esta se desarrolló del 8 al 10 de mayo de 1911 en Ciudad Juárez (Chihuahua), aunque los siguientes días se registraron saqueos y fusilamientos, hasta la firma de los Tratados de Ciudad Juárez celebrados el 21 de mayo de 1911, acarreando eventualmente la renuncia del presidente Porfirio Díaz e interminables divisiones y rupturas entre los revolucionarios los siguientes años. 
La batalla opuso a un pequeño y descuidado ejército federal al mando del general Juan N. Navarro y a los revolucionarios conformados también por villistas y orozquistas que eran superiores en número, todos estos comandados por los generales Peppino Garibaldi de origen italiano, José de la Luz Blanco, Pascual Orozco, uno de los principales líderes de Chihuahua, y también el entonces coronel Francisco Villa.
Esta batalla no estaba prevista por Francisco I. Madero, quien nunca la autorizó oficialmente, ni siquiera dio orden de ataque a la ciudad, por el contrario, consideraba que Ciudad Juárez no era esencial para la revolución y que la clave estaba en el sur. Desacatando las órdenes Garibaldi, Blanco, Orozco y Villa atacaron la ciudad el 8 de mayo por los flancos Sur y Oeste; neutralizaron las trincheras construidas por los defensores, y dinamitaron las casas de adobe. El día 9 de mayo cortaron líneas eléctricas y de agua e incrementaron los incendios en diversos puntos. Después de dos días de intensas refriegas, el general Navarro y su exhausto ejército se rindió el 10 de mayo. Entre el 16 y el 29 de mayo hubo saqueos en diversos lugares de la ciudad.
El 9 de mayo de 1911, un día después de la toma de la ciudad, Villa ordenó el saqueo de la casa comercial Ketelsen y Degetau, saqueo que fue repetido al año siguiente por las fuerzas de Orozco. Estas últimas quemaron la tienda y tomaron bienes con un valor de un cuarto de millón de pesos. El 10 de mayo, Madero, pese a sus reticencias y a las divisiones internas del ejército revolucionario, hizo su entrada triunfal a la ciudad y estableció su cuartel general en el edificio de la Aduana, permaneciendo ahí hasta el 21 de mayo de 1911 con los Tratados de Ciudad Juárez.

## Antecedentes
La Toma de Ciudad Juárez fue una batalla de la Revolución mexicana, pero también formó parte de la Campaña o Revolución Maderista de 1910 a 1911, campaña que fue terminada con el derrocamiento de Porfirio Díaz, se puede decir que este acontecimiento fue una de las batallas más decisivas de la Revolución, pero no fue la única, esta solo puso fin a la campaña de 1910-1911 y empezó otro capítulo mucho más largo. Cabe señalar que esta campaña empezó en el estado de Chihuahua y terminó ahí, en la frontera norte, Ciudad Juárez. 
Todo empezó cuando en Chihuahua aceleraron los preparativos para la Revolución, donde estalló y se propagó el movimiento. Desde San Antonio, Texas, el 5 de octubre de 1910 Madero proclamó el Plan de San Luis, y convocó a la insurrección para el 20 de noviembre. Los primeros en levantarse en armas, a mediados de noviembre de 1910, fueron grupos maderistas: Toribio Ortega Ramírez en Cuchillo Parado, Abraham González en Ojinaga, Francisco Villa en San Andrés y Pascual Orozco en Guerrero. El inicio de actividades rebeldes en Chihuahua orilló al gobierno federal a movilizar batallones, cuerpos de rurales y de voluntarios de la guardia nacional de diversos puntos de la República hacia territorio chihuahuense, descobijando otros lugares. Esto le dio tiempo a los revolucionarios de atacar otras entidades y así hacer que las tropas federales se tuvieran que movilizar a otros lugares, y así después de esto apoderarse del estado de Chihuahua uno de los estados de suma importancia. Los pasos contundentes para el control de Chihuahua fueron en San Andrés, Santa Isabel, Ciudad Camargo, después en Casas Grandes, luego en Chihuahua y finalmente en Ciudad Juárez. Aunque en muchas de estas batallas los revolucionarios fueron derrotados como en la batalla de Casas Grandes, solo acrecentaron el deseo de triunfo en los revolucionarios.

## La importancia de Ciudad Juárez
La frontera, específicamente, Ciudad Juárez, fue fundamental en tanto que el control de la plaza por uno u otro grupo implicó el control del tráfico de provisiones y armas, y de aduanas. Para los revolucionarios, simbolizaba además la ventaja adicional de estar con un pie en cada margen del río Bravo o Grande. Aunque la Revolución mexicana fue un movimiento de carácter campesino, las sagas decisivas se libraron en escenarios urbanos, sin duda, uno de los más importantes fue Ciudad Juárez.
Durante la primera década del siglo XX, Juárez había iniciado un proceso de crecimiento económico que fue truncado por la Revolución. El asedio y ocupación de distintas facciones de las tropas revolucionarias y de los ejércitos federales, a partir de 1910 provocaron una secuela de problemas políticos, económicos y sociales que redundaron en el estancamiento de la transformación urbana el casi total paralizamiento de las actividades comerciales e industriales y de agricultura.
| Año  | Ciudad Juárez (Chihuahua) | El Paso (Texas) |
| ---- | ------------------------- | --------------- |
| 1900 | 8,218                     | 15,906          |
| 1910 | 10,621                    | 39,279          |
| 1920 | 19,457                    | 77,560          |

En 1900, la población de Juárez era aproximadamente la mitad de la de El Paso, Texas pero la gesta revolucionaria obligó a numerosas familias juarenses a reubicarse en El Paso, en pos de mejorar sus ingresos y buscando la estabilidad política. Durante el periodo 1900-1909, la población juarense creció a una tasa promedio anual de 1.3, en tanto que la de El Paso lo hizo al 1.7; para el periodo 1910-19 muestran la misma tasa de crecimiento, pero el número de residentes es sustancialmente diferente: 19,457 para Juárez en 1920, y 77,560 para El Paso en 1920. Algunos historiadores asumen que la migración realizó una importante contribución al rápido poblamiento de El Paso, ya que durante el periodo revolucionario se convirtió en el refugio más cercano para quienes buscaban escapar de la violencia de la guerra.

### La importancia de Ciudad Juárez para los revolucionarios
La frontera Ciudad Juárez-El Paso desempeñó un papel importante en el drama revolucionario de 1910 y no solo porque revolucionarios prominentes fueron originarios del Norte, como Pascual Orozco, Abraham González, Francisco I. Madero, Francisco Villa, Venustiano Carranza, Álvaro Obregón y Plutarco Elías Calles. La geopolítica tuvo un gran peso en el proceso revolucionario, por lo menos en sus etapas iniciales: la Revolución comenzó en el Norte y fue decisiva en esta región. Además si los revolucionarios se apoderaban de Ciudad Juárez les daba casi el supremo control del norte del país y eso les daría el camino libre para atacar las regiones del sur y aliarse con otros líderes revolucionarios como Emiliano Zapata. Pero no solo les daba ventaja en eso; sino en algo mucho más importante para los revolucionarios el control del tráfico de provisiones y armas, y de aduanas. También, simbolizaba además la ventaja adicional de estar con un pie en cada margen del río Bravo. Con esta ciudad ganada les daba a los revolucionarios la ventaja de que si la guerra se alargaba hacer de esta ciudad su base permanente gracias a la ventaja de que si se necesitaban armas se le podrían comprar o robar a los Estados Unidos fácilmente sin tener que viajar grandes distancias como se tenía que hacer en la Independencia de México. También representaba la ventaja de aliados extranjeros y por lo tanto más hombre para luchar durante la guerra; cabe resaltar que durante la guerra participaron una gran cantidad de extranjeros del lado de los revolucionarios.

### La importancia de Ciudad Juárez para el presidente Porfirio Díaz
Ciudad Juárez especialmente para Porfirio Díaz y las tropas federales significaba una plaza muy importante no solo por la localización geográfica y fronteriza con los Estados Unidos, sino también era especialmente esencial ya que esta ciudad aseguraba sus propias fuentes de abasto bélico, también al tener en sus manos esta ciudad cortaban el flujo de compra de armamento de los revolucionarios al ejército norteamericano. Todos estos miedos y pensamientos por parte de Porfirio Díaz se vieron mostrado en los primeros días de febrero de 1911, las autoridades de Ciudad Juárez, tomaron algunas medidas de seguridad para proteger a la población local de los posibles ataques revolucionarios. Díaz también temía una posible intervención por parte de Estados Unidos si algún ciudadano norteamericano resultaba herido por parte de los revolucionarios o si a los revolucionarios se les ocurría asaltar a algún pueblo o ciudad de Estados Unidos, cosa que haría Francisco Villa más adelante en el pueblo de Columbus, Nuevo México el 9 de marzo de 1916.

## El fervor antirreeleccionista de Ciudad Juárez

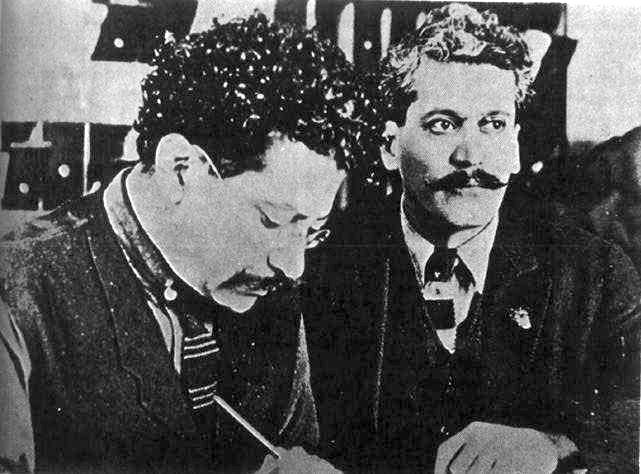
Ricardo y Enrique Flores Magón, principales inculcadores del anarcosindicalismo y antirreeleccionismo.

Otra de las causas de la toma de Ciudad Juárez fue el fervor antirreeleccionista que se había creado en esa ciudad desde principios del siglo XX. Todos estos pensamientos en la sociedad empezaron desde principios de siglo, con el entusiasmo que despertó entre sectores progresistas, la corriente anarcosindicalista de Ricardo Flores Magón y su hermano Enrique Flores Magón, en los municipios fronterizos de Chihuahua como Guadalupe, Juárez, Casas Grandes y Galeana. Todo esto hizo de Ciudad Juárez una bomba a punto de estallar y en 1906 empezaron los primeros bloques de rebelión en esa ciudad al gobierno de Porfirio Díaz y a la no reelección, entonces en este año, empezaron las primeras huelgas y rebeliones, algunos miembros del Partido Liberal Mexicano atacaron Ciudad Juárez pero fallaron en el intento, mismo que volvieron a repetir en 1908, esta vez en Palomas, con similares resultados. Aunque al haber fallado en sus planes, el fervor antirreeleccionista capitalizado por Madero en todo el país también prendió en Juárez.
En 1909 se fundó el club antirreeleccionista "Benito Juárez", el cual empezó a publicar el semanario El grito del pueblo, uno de cuyos principales columnistas fue Abraham González, quien expuso sus ideas respecto al sufragio popular y al voto femenino. En ese mismo año se estableció en la ciudad el club reyista "Melchor Ocampo", en apoyo al Partido Democrático que postulaba a Bernardo Reyes como candidato a la vicepresidencia.

## Madero y el Partido Antireeleccionista visitan Ciudad Juárez
En enero de 1910, Madero, acompañado de Abraham González y de Roque Estrada, su segundo orador, llegó por tercera vez a Ciudad Juárez para iniciar su campaña para la presidencia de la República. Del 14 al 19 de enero, permaneció en la ciudad y desplegó una intensa actividad política dirigida a organizar el Partido Nacional Antirreeleccionista. Los resultados de las elecciones federales de junio de 1910, causaron protestas entre la población, y terminó en represión por parte de los jefes políticos locales. El encarcelamiento y posterior huida de Madero, aceleraron los preparativos para la Revolución en el estado de Chihuahua.

## Preludio

### Pascual Orozco pierde Ciudad Guerrero
El rumbo de la Revolución en el estado firmó el destino de Ciudad Juárez: al perder Pascual Orozco Ciudad Guerrero a manos del ejército federal, y por invitación de Abraham González, se dirigió a la frontera para aprovisionarse de armamento, y reforzar sus filas con los refugiados en Estados Unidos, como Luis García, José de la Luz Blanco, Antonio Rojas, entre otros.
En los primeros días de febrero de 1911, las autoridades de Ciudad Juárez, tomaron algunas medidas de seguridad para proteger a la población local de los posibles ataques revolucionarios. La llegada del general Rábago a la plaza, el 3 de febrero, así como la del general porfirista Juan N. Navarro, frustraron los planes de Orozco, quien se vio forzado a esperar una nueva oportunidad de tomar la ciudad. Lo cual tuvo que esperar hasta una orden de Francisco I. Madero para atacar.

### La batalla de Estación Bauche
El 25 de abril de 1911 Francisco I. Madero y los rebeldes atacaron Estación Bauche en el estado de Chihuahua, esto después de la derrota sufrida en la Batalla de Casas Grandes, la cual ocasionó numerosas bajas a los revolucionarios. El ataque de los maderistas se inició a las 5 de la mañana y cuando había adquirido intensidad, a las 7:15 se presentó la columna auxiliar, la que ayudó a derrotar a las partidas de revolucionarios que pugnaban por tomar los reductos fortificados, esta derrota le costó a los maderistas perder ocho carros de provisiones, un total de 58 muertos entre los que se contaban Salomón Dozal, Francisco Esteves y José Dolores Palomino; 41 prisioneros, entre ellos el Ingeniero Eduardo Hay (jefe del estado mayor de Madero), una bandera, 207 caballos, 153 mulas, 150 monturas, 101 rifles y herido el jefe de la Revolución. Con todo el estado anímico por los suelos, Francisco I. Madero, junto con un Francisco Villa que empezaba a ser reconocido por su notable liderazgo y manejo de las batallas decidieron atacar la estación de ferrocarriles Bauche, contra todo pronóstico esta batalla resultó una contundente victoria contra las tropas federales. Después de derrotar a los federales en Estación Bauche, el ejército maderista se instaló a la orilla del Río Bravo, frente a la Fundidora. Las semanas siguientes fueron de negociaciones, preparativos militares, verbenas y sobresaltos.

## La maniobra defensiva del general Rábago
A principios de enero de 1911, el Coronel don Antonio Rábago fue mandado a la campaña del norte, al saberse que estaba amenazada Casas Grandes, llevando como jefe de la sección de ametralladoras al Teniente José Silva, encontrándose de Chihuahua en adelante; por todo el camino, fuerzas insurgentes, que tuvieron una serie de combates con la gente que comandaba Casillas, Lucio Blanco y otros jefes, siendo entre ellos el más serio el de Galeana, que le obligó a replegarse a Casas Grandes. Pero como los amagos de los revolucionarios a Ciudad Juárez, hizo que acudiera a reforzar la guarnición de aquella plaza.
El coronel Rabago se apresura a cumplir aquel ordenamiento y llega a Ciudad Juárez el 3 de febrero de 1911; pero Pascual Orozco es informado con oportunidad de este acuerdo y se prepara a impedir su realización, encontrándose unos y otros contendientes el 4 de febrero de 1911. El combate fue sostenido con brío, por ambos lados, estando a punto de sucumbir las fuerzas del Coronel Rabago. La fatalidad completa su obra; la última ametralladora que dirigía el Teniente Silva, dejó de funcionar; estaba inutilizada por un tornillo, por un cartucho o por nada quizá.
Entre los artilleros que veían segura la derrota y los enemigos que comprendían el triunfo seguro, por la superioridad numérica, estaba el Teniente Silva componiendo el arma. No podía tomar, para ello, más que una postura: en la que presentaba el pecho a las balas contrarias. Y así, impasible, absorto sobre la ametralladora descompuesta, el valiente oficial revolvía en la mano experta el destornillador, y con lentitud reparaba el desperfecto. A su lado caían sus compañeros por la lluvia de balas de los enemigos. Cuando el último soldado cayó, los rebeldes avanzaron; ya no tenían enemigos; un hombre con un arma inútil, era nada; se lanzaron sobre el artillero, dando gritos de triunfo; un rebelde, pecho de tierra apoyando el cañón de su arma, con firmeza, disparó; la bala le quitó al artillero el Kepi.
Se acortaron en un minuto las distancias; de quinientos metros que separaban a los contendientes, ahora estaban sólo a treinta. De pronto el abanico de fuego de la ametralladora se abrió terrible sobre el enemigo, y la victoria fue del heroico Teniente José Silva a él, y solo a él, se le debió aquel triunfo; y por ese rasgo del inteligencia y valor supremo, fue ascendido a Capitán 2.º. Aflojaron su fuegos las fuerzas de Orozco; el Coronel Rábago a punto de avanzar con dirección a Ciudad Juárez, donde entró con su diezmada columna, renaciendo con su presencia la confianza y la tranquilidad de sus habitantes. La guarnición de aquella plaza estaba al mando del Coronel Manuel Tamborrell, al tener conocimiento del gesto heroico del Teniente Silva, hicieron una manifestación pública de simpatía al intengérrimo hijo del Colegio Militar.

## Madero engaña al general Rábago

Mujeres revolucionarias, en el Monumento a Juárez, listas para recibir al General Antonio Rábago rodeando a Lázaro Gutiérrez de Lara en 1911.

El 14 de febrero de 1911 Francisco I. Madero intentó entrar al país por Ciudad Juárez, como eran sus planes originales pero no lo pudo realizar ya que el general Rábago se encontraba ahí resguardando la ciudad junto con Juan N. Navarro, vièndose forzado a ingresar por el Vado de la Herradura, en la Hacienda de San Agustín, en las inmediaciones de Guadalupe. Iba acompañado de Abraham González, José de la Luz Blanco, Roque Estrada, Raúl Madero, José Garibaldi, Alberto Harrington y 20 norteamericanos que se sumaron al movimiento. De allí continuó hasta San Lorenzo, en el municipio de San Buenaventura, prosiguió hasta Galeana y atacó Casas Grandes, donde fue derrotado el 6 de marzo de 1911. Madero se replegó nuevamente hacia Galeana, en donde se le unió el jefe de los ejércitos revolucionarios, Pascual Orozco; siguió hasta la hacienda de Bustillos y estableció ahí su cuartel general.
Pero Madero tenía un plan en mente para librarse del General Rabago y así poder llegar a Ciudad Juárez. De acuerdo con este plan, Madero aparentó dirigirse de nueva cuenta sobre Casas Grandes, razón por la cual el mando federal movilizó al general Rábago desde Ciudad Juárez al frente de mil federales. Pero éste, enterado de que Madero y Orozco se hallaban ya en el Cañón de Santa Clara, próximo a la estación de Encinillas, cambió su itinerario, dirigiéndose a Saucillo, en donde el 22 de marzo inició algunas obras de defensa, con la esperanza de batir a los rebeldes tan pronto como éstos, abandonando la sierra, se dirigieran a Chihuahua.
No obstante, no era éste el plan de Madero, que desde Encinillas, se lanzó sobre San Andrés colocándose finalmente, el día 26 de marzo, a unos 60 kilómetros al norte de Chihuahua. Tres días después, estableció su cuartel general en la hacienda de Bustillos, en donde se le incorporó Francisco Villa con una fuerza armada de 600 hombres. El 23 de febrero de 1911, el general Rábago al mando de 1000 soldados emprendió la persecución de los maderistas, pero no pudo cumplir su objetivo por las condiciones en que se encontraba el ejército federal: había desarticulación, corrupción y escasez de provisiones y armas. Se reportó que para el 23 de febrero, la ciudad estaba desierta. El 8 y 9 de febrero se habían capturado grupos en la frontera tratando de cruzar armas y víveres.

## Negociaciones de paz
El día 19 los revolucionarios pidieron a las tropas gubernamentales que entregaran la plaza, petición que previsiblemente, fue negada. Al día siguiente Madero dio a conocer sus condiciones a los generales Toribio Esquivel y Oscar Branniff, entre otras demandas, se solicitaba la renuncia del General Porfirio Díaz y de Ramón Corral a la Presidencia y Vicepresidencia de la República respectivamente, así como la entrega del poder al Licenciado Francisco León de la Barra.
Al darse a conocer las condiciones y la inminencia de la llegada de las tropas revolucionarias a Ciudad Juárez obligó al presidente Díaz a establecer las primeras negociaciones de paz y se entablaron pláticas entre los representantes de ambos bandos. Toribio Esquivel y Óscar Braniff lograron un primer acuerdo de armisticio por cinco días, mismo que fue prorrogado en dos ocasiones consecutivas, sin llegarse a acuerdo alguno, lo que desató las hostilidades de nueva cuenta. El fracaso de las negociaciones de paz con el ejército federal, además del temor de provocar un conflicto internacional ya que el Coronel Steaver, Comandante de la Guarnición norteamericana de El Paso, Tex., advirtió que de efectuarse un conflicto armado en esta zona de la frontera se vería obligado a intervenir, obligó a Madero a declarar el 7 de mayo, que la toma de Ciudad Juárez no era decisiva para el rumbo de la Revolución, y ordenó la marcha al sur. El 23 de abril, Madero autorizó la evacuación de la ciudad. Pero porfirio Díaz al fracasar en la negociación dio a conocer un manifiesto a los mexicanos sobre las negociaciones de paz esta carta fue expedida el 7 de mayo de 1911 y dice lo siguiente:

Mexicanos:
La rebelión iniciada en Chihuahua en noviembre del año próximo pasado y que paulatinamente ha ido extendiéndose, hizo que el gobierno que presido acudiese, como era de su estricto deber, a combatir en el orden militar el movimiento armado. Entretanto, la opinión pública se informó demandando determinadas reformas políticas y administrativas, y a fin de satisfacerla, tuve la honra de informar al Congreso de la Unión, el primero del mes próximo anterior, que era mi propósito iniciar o apoyar las medidas que reclamaba la Nación. Sobreponiéndome al cargo que se me pueda hacer de no obrar espontáneamente sino bajo la presión de la rebelión armada, es público y notorio que he entrado de lleno en el camino de las reformas prometidas. La iniciativa sobre no reelección del Presidente y Vicepresidente de la República y de los gobernadores de los Estados, apoyada moralmente por el Ejecutivo de la Unión, ha sido ya aprobada por la Cámara popular y está a punto de serlo por el Senado de la República; el estudio de una nueva ley electoral que haga efectivo el sufragio del pueblo, acomodándose a nuestro medio social y eliminando hasta donde sea posible la intervención de la autoridad política, está ya concluido y en breve se someterá a la deliberación de las Cámaras lo mismo que un proyecto de ley sobre responsabilidad de los funcionarios judiciales y otro sobre fraccionamiento de terrenos. Al mismo tiempo, los cambios políticos y administrativos de la Federación y de algunos Estados constituyen otra prueba inequívoca de la sinceridad con que el gobierno de la República procura interpretar las aspiraciones de la gran mayoría de la Nación, y del espíritu de reforma que ha invadido también la administración pública de las entidades federativas. La gran masa de nuestros conciudadanos, de hábitos pacíficos y laboriosos, de tendencias evolutivas y progresistas, sin duda habrá reconocido la buena fe con que procede el gobierno; y aquellos mexicanos que se hayan lanzado desinteresadamente a la revuelta, en pos de los principios políticos que está realizando la administración actual, deberían ya haber depuesto las armas evitando así a su país los horrores de la guerra civil, ya que los principios inscriptos en su bandera no necesitan de la fuerza para incorporarse a la ley. Mas infortunadamente esto último no ha sido así, y el gobierno, que se consagraba a la doble labor de combatir con las armas a la rebelión y de dar garantías para el porvenir a la opinión pública, ha querido probar una vez más su deseo de restablecer la paz por medios legítimos y decorosos. Algunos ciudadanos patriotas y de buena voluntad ofreciéronse espontáneamente a servir de mediadores con los jefes rebeldes; y aunque el gobierno creyó no deber iniciar negociación alguna, porque habría sido desconocer los títulos legítimos de su autoridad, dio oídos a las palabras de paz, manifestando que escucharía las proposiciones que se le presentaran.
El resultado de esa iniciativa privada fue, como se sabe, que se concertara una suspensión de hostilidades entre el General Comandante de las fuerzas federales en Ciudad Juárez y los jefes alzados en armas que operan en aquella región, para que durante ia tregua conociera el gobierno las condiciones o bases a que había de sujetarse el restablecimiento del orden. El gobierno constituyó su delegado en la persona de un honorable magistrado de la Corte Suprema de Justicia de la Nación a quien se dieron instrucciones inspiradas en un espíritu de liberalidad y de concordia, hasta donde lo permiten la dignidad de la República y los intereses mismos de la paz que se trataba de negociar. La buena voluntad del gobierno y su deseo manifiesto de hacer concesiones amplias y de dar garantías eficaces de la oportuna ejecución de sus propósitos, fueron interpretados, sin duda, por los jefes rebeldes como debilidad o poca fe en la justicia de la causa del mismo gobierno; ello es que las negociaciones fracasaron por la exorbitancia de la demanda previa formulada por los representantes revolucionarios antes de dar a conocer sus bases de arreglo, y de todo punto incompatible con un régimen legal. La exigencia de la revolución de que presenten su renuncia el Presidente y el Vicepresidente de la República en estos momentos tan difíciles, si hubiera de aceptarse, dejaría a la Nación abandonada a todos los azares y peligros de unas elecciones que efectuadas desde luego, según lo prescribe nuestra Carta Fundamental, se harían en plena efervescencia de las pasiones y antes de que estuviera restablecido el orden público en todo el país.
Por otra parte, fijar plazo a la renuncia, equivaldría a exponerse a los inconvenientes apuntados, por no ser posible prever cuándo cesará el desorden, y lo que es peor, debilitaría el prestigio y la autoridad del jefe de la Nación, precisamente cuando más necesarias son estas condiciones para vigorizar la situación política, cuyos firmes puntos de apoyo deben ser, principalmente, el buen sentido del pueblo y la actitud del ejército, de cuya conducta bizarra y ejemplar se enorgullece la República. No es, pues, una inspiración de vanidad personal del Presidente, para quien el poder, hoy más que nunca, no tiene ya sino amargos sinsabores e inmensas responsabilidades, lo que le hizo negarse a la exigencia de la rebelión, no; es el deber, el supremo deber que tiene de dejar el país en orden y dentro de la ley o de hacer cualquier sacrificio, aun el de la propia vida, por conseguirlo. Por último, hacer depender la presidencia de la República, es decir, la autoridad soberana de la Nación, de la voluntad o del deseo de un grupo más o menos numeroso de hombres armados, no es, por cierto, restablecer la paz, que siempre debe tener por base el respeto a la ley; sino, por el contrario, abrir en nuestra historia otro siniestro periodo de anarquía, cuyo imperio y cuyas consecuencias nadie puede prever.
El Presidente de la República que tiene la honra de dirigirse al pueblo mexicano en estos solemnes momentos se retirará, sí, del poder, cuando su conciencia le diga que al retirarse, no entrega el país a la anarquía y lo hará en la forma decorosa que conviene a la Nación, y como corresponde a un mandatario que podrá, sin duda, haber cometido muchos errores, pero que también ha sabido defender a su patria y servirla con lealtad. El fracaso de las negociaciones de paz tal vez traerá consigo la renovación y la recrudescencia en la actividad revolucionaria. Si por desgracia fuere así, el gobierno, por su parte, redoblará sus esfuerzos contando con la lealtad de nuestro heroico ejército para someter a la rebelión dentro del orden; mas para conjurar pronta y eficazmente los inminentes peligros que amenazan nuestro régimen social y la autonomía de la Nación, el gobierno necesita del patriotismo y del esfuerzo generoso del pueblo; cree contar con él, y con él está seguro de salvar a a patria.
México, mayo 7 de 1911 - Porfirio Díaz, Manifiesto Del Presidente De La República General Porfirio Díaz A La Nacion

## Desacato a Madero
Como se dijo antes, el fracaso de las negociaciones de paz con el ejército federal, además del temor de provocar un conflicto internacional, obligó a Madero a declarar el 7 de mayo, que la toma de Ciudad Juárez no era decisiva para el rumbo de la Revolución, y ordenó la marcha al sur. No obstante, la orden fue desacatada por Francisco Villa, Pascual Orozco, Giussepe Garibaldi conocido como Peppino Garibaldi y José de la Luz Blanco, quienes decidieron atacar Ciudad Juárez al siguiente día el, 8 de mayo de 1911. En sus memorias, Garibaldi dice:

Hoy por la noche nos reunimos Pascual Orozco, Villa y yo, nos reunimos para tomar la decisión de rebasar al mando político: "acordamos atacar Juárez ... sin consultar a Madero"

## La batalla

### El campo de batalla
Esta batalla, como muchas de la Revolución mexicana se desarrolló en una ciudad, Ciudad Juárez, sin embargo, no se libró otra batalla durante la Revolución mexicana en una ciudad fronteriza de gran importancia como lo era Ciudad Juárez por su posición estratégica y valor económico. La ciudad estaba resguardada en 17 puntos por los federales, entre los cuales se encontraban casas de adobe, escuelas, trincheras. Tomar Ciudad Juárez no sería fácil tomando en cuenta que sería un combate de posiciones, en el que tendrìan que neutralizar todos esos puntos o debilitar al enemigo para ganar, no una batalla campal.

### La estrategia defensiva de los federales
El general Navarro prohibió que se tomaran fotografías dentro de la ciudad para evitar actos de espionaje que revelaran la estrategia de la defensa, el historiador local, Felipe Talavera, refiere que la ciudad estaba resguardada en 17 puntos estratégicos ante la embestida revolucionaria. El comandante de la plaza era el general Juan N. Navarro “el Tigre de Cerro Prieto”, famoso por su crueldad. Los puntos de defensa estaban ubicados de la siguiente manera:
- El cuartel del Quince, en las actuales calles de Manuel Acuña, Altamirano y Rayón.
- Fuerte Hidalgo, en la Escuela Técnica núm. 1, de las calles Artículo 23 y Francisco Sarabia.
- Calle Lerdo y Cerrada del Teatro.
- En las Oficinas generales de Correos, calle Mariscal y 16 de Septiembre.
- Edificio de la Cárcel, en las calles 16 de Septiembre, Mariscal, Guadalupe Victoria y Donato Guerra.
- Edificio de la Aduana, en la calle 16 de Septiembre.
- Estación del Ferrocarril.
- Misión de Guadalupe.
- Escuela No. 28, en las calles Galeana y Constitución.
- Vía elevada en las calles Insurgentes y Constitución.
- Inmediaciones del mercado Juárez, para defender el acceso desde San Lorenzo.
- En la calle María Martínez y Arteaga.
- Puente del Ferrocarril Central Mexicano.
- Puente del Ferrocarril Noroeste de México.
- En la Avenida Lerdo.
- En el Viejo Molino de Montemayor, al inicio del actual viaducto Díaz Ordaz.
- Avenida Ferrocarril, frente a la plaza de toros “Hermanos Samaniego”.

### Ataque revolucionario

Bombardeo revolucionario en la Toma de Ciudad Juárez

Francisco Villa, Pascual Orozco, Peppino Garibaldi y José de la Luz Blanco desacataron la orden de Madero de retirarse de Ciudad Juárez, y se decidieron atacar al día siguiente, entonces el 8 de mayo dirigieron el ataque por los flancos Sur y Oeste de la ciudad; desde el 8 de mayo se inicia un tiroteo entre las avanzadas enemigas. Madero y el general federal Navarro habían acordado un alto al fuego, pero los revolucionarios no obedecen y tirotean a un emisario federal con bandera blanca. Paulatina y espontáneamente los rebeldes se van uniendo al combate y comienzan a avanzar neutralizando las trincheras construidas por los defensores, y dinamitaron las casas de adobe, obligando a los federales a responder horadando pared por pared y en tremenda lucha cuerpo a cuerpo. Ante el creciente e imparable intercambio de disparos entre ambos bandos, Madero avisa a Navarro que rompe la tregua y ordena el asalto general. El día 9 cortaron líneas eléctricas y de agua y arreciaron los incendios en diversos puntos. Villa ordenó el saqueo de la casa comercial Ketelsen y Degetau.

### El general Navarro se rinde
Tras dos días de combates, y exhausta ya la tropa federal, cae el último reducto de la defensa y la plaza es ocupada por una fuerza de aproximadamente 2,500 antirreeleccionistas dirigidos por Pascual Orozco, Francisco Villa, Marcelo Caraveo, José de la Luz Blanco, José Luis Salazar, Giussepe peppino Garibaldi y Emilio Campo. Juan N. Navarro el temible "tigre de cerro prieto", el defensor de la plaza, rinde la plaza a las tres de la tarde del 10 de mayo de 1911.

## Entrada triunfal de Francisco I. Madero en Ciudad Juárez
El 10 de mayo Madero, pese a sus reticencias y a las divisiones internas del ejército revolucionario, hizo su entrada triunfal a la ciudad y estableció su gobierno provisional en el edificio de la Aduana. Su gabinete quedó conformado secretario de Relaciones Exteriores, Francisco Vázquez Gómez; de Comunicaciones, Manuel Bonilla; de Hacienda, Gustavo A. Madero; de Guerra, Venustiano Carranza; de Justicia, José María Pino Suárez; de Gobernación, Federico González Garza y como su secretario particular a Juan Sánchez Azcona. En esta selección comete un error que gira en torno al nombramiento de Venustiano Carranza, pues Orozco y Villa, no le consideran mérito alguno para ocupar ese puesto, lo que ocasiona una nueva fricción. Y la cual ocasionaría una de las causas por las cuales Francisco Villa y Pascual Orozco dejarían de confiar en Francisco I. Madero.

## Madero le salva la vida al general Navarro
La matanza de prisioneros por los grupos beligerantes comenzó casi inmediatamente después del inicio de las hostilidades y algunos meses antes, al tomar el pueblo de Cerro Prieto, el 11 de diciembre de 1910, el general federal Juan N. Navarro ordenó el fusilamiento de 19 prisioneros maderistas, entre ellos algunos vecinos pacíficos de la comarca. Al lograr un triunfo aplastante sobre una columna federal en el cañón de Malpaso, el 18 de diciembre, el jefe insurrecto Pascual Orozco ordenó la ejecución de los funcionarios federales de Ciudad Guerrero, Chihuahua. Abraham Oros Oros, uno de los más crueles y sanguinarios jefes insurrectos de la región, quien había sido nombrado jefe político del distrito por Orozco, mando a ejecutar a Urbano Zea, el exjefe político federal.
Los maderistas pedían la cabeza del general Navarro, por las ejecuciones que éste había ordenado días antes; pero el señor Madero se negaba. Entonces el 13 de mayo vuelve a presentarse un conflicto mucho más serio entre los tres, Orozco y Villa junto con un núcleo de sus seguidores, irrumpieron en el cuartel general de Madero para exigir el fusilamiento del general Navarro por las ejecuciones de Cerro Prieto y por la gracia que concedió Madero al General federal Juan Navarro, defensor de Ciudad Juárez, al perdonarle la vida, pues Orozco y Villa exigían un juicio sumario y fusilamiento inmediato.
El presidente provisional rehusó sujetarse a las demandas de los jefes insubordinados y, después de un breve altercado, los convenció de que se habían excedido en su autoridad y nombró lo escrito en el Plan de San Luis en el artículo 8.º y 11.º C, que dicen lo siguiente:

Plan de San Luis-Articulo 8°.
Cuando las autoridades presenten resistencia armada, se les obligará por la fuerza de las armas a respetar la voluntad popular, pero en este caso las leyes de la guerra serán rigurosamente observadas, llamándose especialmente la atención sobre las prohibiciones relativas a no usar balas explosivas ni fusilar a los prisioneros. También se llama la atención respecto al deber de todo mexicano de respetar a los extranjeros en sus personas e intereses.

Plan de San Luis-Articulo 11 °C.
Si las fuerzas y autoridades que sostienen al general Díaz fusilan a los prisioneros de guerra, no por eso y como represalia se hará los mismo con los de ellos que caigan en poder nuestro; pero en cambio serán fusilados, dentro de las 24 horas y después de un juicio sumario, las autoridades civiles y militares al servicio del general Díaz que una vez estallada la revolución hayan ordenado, dispuesto en cualquiera forma, trasmitido la orden o fusilado a alguno de nuestros soldados. De esa pena no se eximirán ni los más altos funcionarios, la única excepción será el general Díaz y sus ministros, a quienes en caso de ordenar dichos fusilamientos o permitirlos, se les aplicará la misma pena, pero después de haberlos juzgado por los tribunales de la República, cuando ya haya terminado la Revolución. En caso de que el general Díaz disponga que sean respetadas las leyes de guerra, y que se trate con humanidad a los prisioneros que caigan en sus manos, tendrá la vida salva; pero de todos modos deberá responder ante los tribunales de como ha manejado los caudales de la Nación y de como ha cumplido con la ley.

## Saqueos
Las fuerzas revolucionarias causaron daños al comercio local. El 9 de mayo de 1911, Francisco Villa ordenó el saqueo a la casa comercial Kettesen y Degatau y un año más tarde las fuerzas armadas de Orozco volvieron a atacar el mismo establecimiento; quemaron la tienda en su totalidad y se llevaron bienes con un valor de un cuarto de millón de pesos. Los hoteles Porfirio Díaz y México fueron utilizados como cuartel por los revolucionarios, quienes abrieron cantinas, robaron la joyería El Rubí y saquearon las farmacias.

## Tratados de Ciudad Juárez
En el mes de abril de 1911, llegaron a Ciudad Juárez dos representantes del gobierno porfirista para negociar la paz con Madero, tratando de evitar la renuncia de Díaz, al mismo tiempo que ofrecían la renuncia de Ramón Corral, la capacidad de designar a cuatro ministros en el gabinete presidencial y a 14 gobernadores. Francisco I. Madero estuvo a punto de ceder a la propuesta porfirista incluyendo la aceptación de la continuidad de José Yves Limantour en la Sria. De Hacienda. Madero se encontró con la férrea oposición de Venustiano Carranza, de Roque Estrada y de Francisco Vázquez Gómez, quien fuera candidato a la vicepresidencia por el partido antirreelecionista, a la aceptación de dicha proposición. Vázquez Gómez convenció a Madero de exigir la renuncia del dictador, con lo que se daba por roto el diálogo de paz.
Posteriormente, Madero exigió como punto fundamental para lograr la paz, la renuncia del general Porfirio Díaz, porque según sus propias palabras: "...el plan que quiero seguir en las negociaciones de paz es obtener tales cambios y tales ventajas, que haga imposible que Díaz siga en el poder, de tal manera que espero fundadamente que lograremos se retire del poder más pronto que si llevamos la revolución hasta el fin".
Rafael Hernández, representante del gobierno porfirista, indignado protestó: "¿Quieren la renuncia del general Díaz? ¡Piden demasiado! Les hemos otorgado cuatro ministros y catorce gobernadores y aún esto que es mucho ¿se les hace poco?". Venustiano Carranza, por su parte respondió con estas palabras: "Sí, nosotros no queremos ministros ni gobernadores, sino que se cumpla la soberana voluntad de la nación. Revolución que transa es revolución perdida".
Tan justas consideraciones no fueron oídas por Madero, quien tomada Ciudad Juárez, aceptó firmar los tratados que con el nombre de dicha ciudad recoge la historia. Los tratados de Ciudad Juárez dejaron en pie toda la maquinaria política, militar y administrativa porfiriana, aceptando que la presidencia de la República quedara en manos de Francisco León de la Barra, ministro de relaciones del gabinete del general Díaz, el que, como es de suponerse no representaba a la revolución, sino al régimen que la revolución estaba obligada a destruir. Obedeciendo a los Tratados de Ciudad Juárez, Francisco León de la Barra, asumió la presidencia de la República. Los Tratados de Ciudad Juárez quedaron de la siguiente manera:

TRATADOS DE CIUDAD JUÁREZ - Ciudad Juárez, Chihuahua, Mayo 21, 1911:
En Ciudad Juárez, a los veintiún días del mes de mayo de mil novecientos once, reunidos en el edificio de la aduana fronteriza, los señores lic. don Francisco S. Carvajal, representante del gobierno del señor general don Porfirio Díaz; don Francisco Vázquez Gómez, don Francisco I. Madero, y lic. don José María Pino Suárez, como representantes los tres últimos de la revolución, para tratar sobre el modo de hacer cesar las hostilidades en todo el territorio nacional y considerando:
- Primero.- Que el señor general Porfirio Díaz ha manifestado su resolución de renunciar a la Presidencia de la República, antes de que termine el mes en curso;

- Segundo.- Que se tiene noticias fidedignas de que el señor Ramón Corral renunciará igualmente a la vicepresidencia de la república dentro del mismo plazo;

- Tercero.- Que por ministerio de ley, el señor lic. don Francisco León de la Barra, actual secretario de relaciones exteriores, del gobierno del señor general Díaz, se encargará interinamente del poder ejecutivo de la nación y convocará a elecciones generales dentro de los términos de la Constitución.

- Cuarto.- Que el nuevo gobierno estudiará las condiciones de la opinión pública en la actualidad, para satisfacerlas en cada estado dentro del orden constitucional y acordará lo conducente a las indemnizaciones de los perjuicios causados directamente por la revolución.

Las dos partes representadas en esta conferencia, por las anteriores consideraciones han acordado formalizar el presente convenio:
- Única. Desde hoy cesarán en todo el territorio de la República las hostilidades que han existido entre las fuerzas del gobierno del general Díaz y las de la revolución; debiendo éstas ser licenciadas a medida que en cada estado se vayan dando los pasos necesarios para restablecer y garantizar la paz y el orden públicos.

- Transitorio. Se procederá desde luego a la reconstrucción o reparación de las vías telegráficas y ferrocarrileras que hoy se encuentran interrumpidas.

El presente convenio se firma por duplicado.
- Francisco S. Carvajal
- Francisco Vázquez Gómez
- Francisco Madero
- José María Pino Suárez

## Porfirio Díaz renuncia

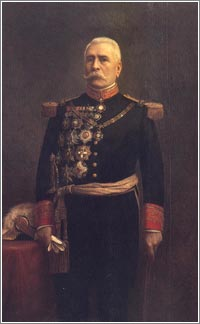
Retrato del General Porfirio Díaz Mori.

Después de firmados los Tratados de Ciudad Juárez, Porfirio Díaz continuó dando largas a su renuncia. Al otro día de aprobados, el secretario de gobernación, Vera Estañol, leyó ante los diputados federales el contenido del citado convenio, subrayando que el ejecutivo había considerado "que el anuncio de que el señor presidente renunciaría a la presidencia, lanzado de improviso y sin haber ajustado antes las condiciones bajo las cuales los revolucionarios depondrían las armas; más aún, sin conocerse oficialmente cuáles serían esas condiciones, habría sido aflojar de una vez todos los vínculos del orden y la legalidad, que aún mantenían en concierto la mayor parte de la República, y ello habría significado entregar al país a la anarquía, que fatídicamente asomaba en varios ámbitos del territorio nacional, a la sombra de una agitación revolucionaria". Entonces Porfirio Díaz renuncia a la presidencia diciendo estas palabras "Madero ha soltado al tigre. Veremos si puede domarlo". Junto con su gabinete José Yves Limantour, Ramón Corral, Justo Sierra Méndez, Olegario Molina el Sr. Díaz se vio forzado a renunciar el 25 de mayo de 1911 y ante el movimiento revolucionario y la amenaza norteamericana tuvo que dejar el país que gobernó por 30 años para salir por el puerto de Veracruz en el vapor alemán Ipiranga hacia Europa, exiliándose en Francia. Al arribar a París declaró una de sus frases más recordadas:

En este ocaso de mi vida sólo un deseo me queda: la dicha de mi país y la dicha de los míos.

## La opinión de la prensa mundial
A este territorio plagado de incertidumbre llegaron agentes gubernamentales, espías, filibusteros y enviados de los periódicos más importantes de la época. Acudieron atraídos por la fascinación de la guerra y a cumplir encargos de un complejo ajedrez de intereses. Llegaron también fotógrafos y camarógrafos de los noticieros cinematográficos. Al no serles permitido hacer su trabajo en las calles de la ciudad, los periodistas se avecindaron en las afueras, al norponiente, donde los maderistas habían establecido su campamento. Madero instaló su despacho en una célebre edificación de adobe conocida como la casa de adobe, cuyos muros guardaron durante mucho tiempo los primeros secretos de una guerra civil que habría de durar una década. A unos pasos, un puente colgante comunicaba al campamento rebelde con la otra orilla del río Bravo. Por ahí cruzaban los revolucionarios a El Paso y sus simpatizantes lo hacían en sentido contrario desde la ciudad vecina. Los curiosos solían permanecer en el puente observando. Otros, con catalejos, se asomaban desde las azoteas de sus casas y desde el toldo de tranvías y vagones de ferrocarril.
Una tarde de principios de mayo cruzó por ese puente un hombre bajito, de barba entrecana, con dos cámaras en bandolera. Se trataba de Jimmy Hare, el famoso corresponsal gráfico de la revista Collier´s Weekly. Hare se hospedaba en el mítico hotel Sheldon de El Paso, Texas cuyo vestíbulo hervía con rumores conspiratorios. En el campamento insurrecto, el fotógrafo asistió a la celebración del aniversario de la batalla de Puebla, que consistió en un desfile seguido de una ceremonia donde algunos de los líderes intelectuales de la revuelta tomaron la palabra para exaltar la figura de Ignacio Zaragoza. Entre los que hablaron estaban Juan Sánchez Azcona, periodista perseguido por el régimen, y Roque González Garza, quien algunos años después se desempeñaría como uno de los muchos presidentes provisionales que tendría el México convulsionado de esta década, inaugurada con la última reelección del general Díaz y clausurada con el juicio a Felipe Ángeles en el Teatro de los Héroes de Chihuahua. De acuerdo al programa de este pacto público, al que acudieron cientos de simpatizantes y curiosos de ambos lados de la frontera, también daría un mensaje Lauro Aguirre, sobreviviente de la revuelta de Tomochi y amigo íntimo de Teresa Urrea, la legendaria Santa de Cabora.
En febrero, el primer enviado de Collier´s Weekly intentó describir la situación para los lectores de su revista. En la edición de marzo Collier's publicó la crónica de Arthur Ruhl sobre su vida a la frontera Juárez/El Paso donde destacaba la figura de Pascual Orozco, el revolucionario de la región de Guerrero cuyo liderazgo logró cohesionar a una buena parte de las bandas de chihuahuenses levantados en contra del régimen porfirista.
El periodista hizo notar la gran cantidad de adminículos ópticos apuntados desde El Paso hacia el otro lado de la frontera: lentes, viejos telescopios de latón e incluso prismáticos, pero también cámaras fotográficas. Desde el momento en que llegó a la estación de ferrocarril de El Paso, Ruhl fue presa de la excitación con la que vibraban los habitantes de Juárez/El Paso durante esos días. Al bajar del tren un voceador le entregó un ejemplar de The El Paso Morning Times, uno de los dos diarios locales que dieron cobertura amplia a los acontecimientos. El Times avisó a los ciudadanos que debían mantenerse alejados de las calles y sugirió como único lugar seguro unas colinas cercanas. Los muertos y heridos en las calles del El Paso durante la Batalla de Juárez comprobaron que el periódico no exageraba en sus advertencias. Ruhl escribió que la orilla del río estaba poblada soldados norteamericanos y rangers texanos patrullando la frontera, turistas haciendo escala en su viaje a California y jóvenes paseños de excursión en sus automóviles.
Las tropas de Pascual Orozco amenazaban con tomar la ciudad y el Times publicó un croquis, explicando mediante bloques de tinta los puntos estratégicos donde estaban apostadas las tropas federales. La ilustración asemejaba al tablero de un juego abominable. Al día siguiente, Ruhl llegó al campamento de los insurrectos. A partir de esa visita tuvo una idea general de los hombres que pertenecían al ejército revolucionario. En su reportaje destacó la participación de combatientes norteamericanos y afirmó que algunos de ellos eran veteranos del ejército de su país. En días posteriores, permaneció en El Paso, lugar que describió como una ciudad moderna, en cuyos callejones hombres misteriosos subían escaleras secretas para llevar y traer mensajes. Faltaban tres meses para la Batalla de Juárez, pero la guerra ya había comenzado.
En febrero, mientras reporteros como Arthur Ruhl llegaban a la región para conocer las condiciones de la guerra, los informadores y fotógrafos locales estaban ya familiarizados con los pasos de los revolucionarios. Las imágenes captadas por la lente de fotógrafos como Karlo Halm y Jim Alexander describen la atmósfera de los primeros campamentos de insurrectos a las afueras de Ciudad Juárez. El trabajo de Ruhl para Collier´s Weekly fue ilustrado con las fotografías de Halm. Una de estas imágenes es del general Navarro quien por entonces todavía posaba sin reservas para los corresponsales. Más tarde la ciudad estaría cerrada a los fotógrafos, pero en febrero el conflicto vivía otro momento, incluso, se permitió un reconocimiento aéreo realizado por el piloto Charles K. Hamilton que despegó su aeroplano en el Parque Washington y sobrevoló ambas ciudades. Una extraordinaria fotografía muestra el avión de Hamilton sobrevolando una línea oscura en cuyo horizonte parpadea el edificio encalado de la Misión de Guadalupe, fundada por Fray García de San Francisco en 1659.
La estación de ferrocarriles de El Paso, a donde llegó Ruhl, era también el puerto de entrada de cientos de mexicanos que, una vez que se corrió la noticia de la Revolución, abandonaron sus trabajos. En algunos casos se especuló que los trabajadores regresaron a la frontera porque no soportaron el frío o porque perdieron el trabajo, pero en otros informes se aseguró que los trabajadores fueron visitados por agitadores revolucionarios. En febrero, The New York Times informó que 175 mexicanos abandonaron Pueblo, Colorado, con el propósito de viajar a la frontera y unirse a la Revolución.
En mayo, el escenario de la guerra estaba montado. Jimmy Hare deambulaba en el campamento revolucionario, asistiendo a los prolegómenos de la Batalla de Juárez. Su mirada atenta y oportuna detuvo en el tiempo la teatralidad de Juan Sánchez Azcona al pronunciar uno de sus discursos frente a la tropa. Captó la solemnidad de los milicianos mientras desfilaban en medio de la música de una orquesta que con sus notas rompía por un momento la aridez del desierto.

## Problemas con los Estados Unidos
Uno de los más grandes problemas en esta batalla fueron las balas perdidas que mataron e hirieron a muchos ciudadanos norteamericanos, a pesar de las advertencias locales en El Paso, Texas muchos ciudadanos salieron a observar la batalla, además el Coronel Steaver, Comandante de la Guarnición norteamericana de El Paso, advirtió que de efectuarse un conflicto armado en esta zona y lastimar a algún ciudadano norteamericano se vería obligado a intervenir, lo cual nunca pasó ya que al gobierno norteamericano le interesaba la renuncia de Porfirio Díaz.

## Consecuencias
La Toma de Ciudad Juárez fue un enfrentamiento decisivo que se desarrolló durante la Revolución Mexicana y ocasionó la renuncia de Porfirio Díaz, pero después ocasionaría interminables divisiones y rupturas entre los revolucionarios por el poder durante los siguientes 12 años. También marcó el fin del movimiento orozquista ya que de a partir de ese momento ese movimiento fue decreciendo y empezó a surguir otro movimiento fundamental en la Revolución Mexicanas el Villismo con su recién surgido comandante Francisco Villa que apenas empezaba a sobresalir en la contienda. También marcaría el momento en el cual los revolucionarios empezaron a desconfiar de Francisco I. Madero por la manera que deshecho el Plan de San Luis durante la firma de los Tratados de Ciudad Juárez y su negativa al fusilamiento del general Navarro.